# فطار اصطباغي
الفطار الاصطباغي، عدوى فطرية طويلة الأمد تصيب الجلد والأنسجة تحت الجلد (فُطار مزمن تحت الجلد). يشيع حدوث العدوى في المناخات المدارية أو شبه الاستوائية، وغالبًا في المناطق الريفية. قد يحدث بسبب أنواع مختلفة من الفطريات التي تندخل تحت الجلد عن طريق الأشواك أو الشظايا أغلب الأحيان. ينتشر الفُطار الاصطباغي ببطء شديد؛ ومن النادر أن يسبب الوفاة، ويكون إنذاره جيدًا في العادة، ولكن قد يكون شفاؤه أمرًا صعبًا للغاية. تشمل الخيارات العلاجية العديدة الأدوية والجراحة.

## الأعراض والعلامات
يُنسى الرض الأولي المسبب للعدوى أو لا يُلاحظ أغلب الأحيان. تتفاقم العدوى في الموضع على مدى سنوات، وتظهر حطاطة حمراء صغيرة (ارتفاع في الجلد). تكون الآفة غير مؤلمة عادة، وتتظاهر بالقليل من الأعراض، إن وجدت. نادرًا ما يقصد المرضى أماكن الرعاية الطبية في هذه المرحلة.
قد تحدث عدة مضاعفات. تنتشر العدوى عادةً ببطء إلى الأنسجة المحيطة في حين تبقى الإصابة موضعية في المنطقة المحيطة بالجرح الأصلي. لكن، قد تنتشر الفطريات عبر الأوعية الدموية أو الأوعية الليمفاوية في بعض الأحيان، ما يؤدي إلى ظهور آفات نقيلية في مواقع بعيدة. تعد العدوى الثانوية بالبكتيريا إحدى الاحتمالات الأخرى. قد يؤدي هذا الأمر إلى ركود لمفاوي (انسداد الأوعية الليمفاوية) وداء الفيل. قد تتقرح العقيدات، أو تنمو عقيدات متعددة وتندمج، ما يؤثر على مساحة كبيرة من أحد الأطراف.

## السبب
يُعتقد أن الفُطار الاصطباغي ينشأ عن رض طفيف للجلد، ويكون مصدره نباتيًا عادةً مثل الأشواك أو الشظايا؛ تندخل الفطريات في الأنسجة تحت الجلد بفعل الرض. في كثير من الحالات، لا يلاحظ المريض الصدمة الأولية ولا يتذكرها، إذ لا تظهر الأعراض في كثير من الأحيان لسنوات. تشمل الفطريات الأكثر شيوعًا والتي يُلاحظ أنها تسبب الفُطار الاصطباغي:
- الفنسقية البيصرية.[6][7]
- الكلادوفيدوفورية البنتانية تسبب الفُطار الاصطباغي الجلدي والفُطار الغبسي الجهازي.
- الفائلية البروقية.[8]
- المبغثرة الجيفية.
- الفنسقية المكتنزة.[9]

## الآلية
على مدى أشهر إلى سنوات، تظهر حطاطة حمامية في موقع التطعيم. على الرغم من انتشار الفطار ببطء، يبقى موضعيًا في الجلد والأنسجة تحت الجلد عادةً. قد يحدث انتشار دموي أو ليمفاوي أو كلاهما. قد تظهر عقيدات متعددة على نفس الطرف، وتندمج في لوحة كبيرة في بعض الأحيان. قد تحدث عدوى بكتيرية ثانوية، ما يؤدي في بعض الأحيان إلى حدوث انسداد ليمفاوي. قد يشفى الجزء المركزي من الآفة ويترك وراءه ندبة أو قد يتقرح.

## التشخيص
يعد الاختبار الأكثر إفادة هو كشط الآفة وإضافة هيدروكسيد البوتاسيوم (KOH)، ثم تُفحص العينة تحت المجهر (تُستخدم كشاطات هيدروكسيد البوتاسيوم عادةً لكشف العدوى الفطرية). تشمل المميزات المرضية ملاحظة أجسام مادلر (تُدعى أيضًا الأجسام الجدارية أو الأجسام الصلبة). يمكن أيضًا زرع الكشاطات المأخوذة من الآفة لتحديد العضوية المسببة. لا تُستخدم اختبارات الدم ودراسات التصوير استخدامًا شائعًا، نسيجيًا، يظهر الفطار الاصطباغي على شكل خمائر مصطبغة تشبه «الدريهمات النحاسية». قد تُستخدم أصبغة خاصة، مثل صبغة شيف الحمضية الدورية أو صبغة فضة الميتان أمين لغروكوت، لإظهار العضويات الفطرية عند الحاجة.

## الوقاية
لا يتواجد أي إجراء وقائي معروف سوى تجنب الرض الذي تدخل عبره الفطريات. وجدت دراسة واحدة على الأقل وجود علاقة بين المشي حافي القدمين في المناطق الموبوءة وإصابة القدم بالُفطار الاصطباغي.

## العلاج
يعد علاج الفطار الاصطباغي صعبًا جدًا. تشمل العلاجات الأساسية المختارة:
- إعطاء إيتراكونازول فموي، وهو آزول مضاد للفطريات، مع أو بدون فلوسيتوزين.
- ثبت أيضًا أن الجراحة البردية باستخدام النيتروجين السائل فعالة كعلاج بديل.

تشمل خيارات العلاج الأخرى عقار تيربينافين المضاد للفطريات، وآزول مضاد للفطريات آخر مثل بوساكونازول، والعلاج الحراري.
يمكن استخدام المضادات الحيوية لعلاج العدوى البكتيرية الإضافية.
استُخدم أيضًا عقار أمفوتريسين ب.

## الإنذار
يعد إنذار الفُطار الاصطباغي جيدًا جدًا في الآفات الصغيرة. يصعب علاج الحالات الشديدة، على الرغم من أن الإنذار يبقى جيدًا. تشمل المضاعفات الأولية التقرح والوذمة اللمفية والعدوى البكتيرية الثانوية. أُبلغ عن عدد قليل من حالات التحول الخبيث إلى سرطانة حرشفية الخلايا. نادرًا ما يكون الفُطار الاصطباغي قاتلًا.

## الوبائيات
يحدث الفطار الاصطباغي في جميع أنحاء العالم، ولكنه يشيع أكثر في المناطق الريفية بين خطي عرض 30 درجة شمالًا و30 درجة جنوبًا. تمتلك مدغشقر واليابان أعلى معدلات الإصابة. يشكل الذكور أكثر من ثلثي المرضى، تتراوح أعمارهم عادةً بين 30 و50 عامًا. يشير الارتباط مع مستضد الكريات البيضاء البشرية أيه 29 إلى أن العوامل الوراثية قد تلعب دورًا أيضًا.